# Cap Carvoeiro
El cap Carvoeiro (en portuguès Cabo Carvoeiro) és un cap de la costa atlàntica de Portugal, situat en el part central del país, en l'extrem de la petita península de Peniche, pertanyent al concelho de Peniche, en el Oeste. És un lloc de gran valor natural i paisatgístic, amb gran varietat de penya-segats calcaris fortament erosionats.
És el punt més occidental de Portugal al nord del Cap de la Roca (Cabo da Roca). A l'oest es pot albirar des del cap el petit arxipèlag de les Berlengas, integrat en una reserva natural terrestre i marina.
En aquest lloc es va erigir el far de Cap Carvoeiro, de 25 m d'altura, a causa dels nombrosos naufragis ocorreguts en aquest tram de costa.
La petita capella de La nostra Senyora dels Remeis, sobre el cap, és la meta d'un concorregut romiatge. L'interior està revestit per valuosos quadres del segle xviii del taller del mestre Antonio de Oliveira Bernardes.
En la veïna Gruta da Furninha, es van trobar vestigis d'ocupació humana que es remunten a temps prehistòrics.